# Mamutczewo (gmina Wełes)
Mamutczewo (mac. Мамутчево) – wieś w centralnej Macedonii Północnej, administracyjnie i terytorialnie należąca do gminy Wełes. W 2002 roku liczyła 331 mieszkańców.

położenie wsi na mapie gminy

Według danych ze spisu powszechnego przeprowadzonego w 2002 roku, Mamutczewo zamieszkiwało 331 osób deklarujących następującą narodowość: 
- Macedończycy – 331 (100%)